# Liga Báltica de Basquetebol
A Liga Báltica de Basquetebol  é uma competição de clubes profissionais que visa congregar os Estados Bálticos. A liga foi fundada em 2004 e primordialmente conta com equipes de Estônia, Letônia e Lituânia, também contou com a participação de equipes da Rússia, Suécia, Cazaquistão e mais recentemente a Finlândia.
Para a temporada 2015-16 temporada, o formato da BBL foi disputada por dois grupos com sete equipes cada que competiram em jogos "todos contra todos" em jogos de ida e volta. Quatro equipes de cada grupo classificam-se para as oitavas de final com base em seus resultados na temporada regular. Das cinco equipas que participaram FIBA Europa Cup – Ventspils, Juventus, Šiauliai, Tartu Ülikool/Rock e Pieno žvaigždės – os três últimos não se qualificar para a FIBA Europa Cup playoffs e, assim, começar a sua jornada no início do BBL play-offs, sem sementes, respectivamente, primeiro, segundo e terceiro, baseado na última temporada de resultados. Todos os "play-off" são jogos em casa e fora de série.
A Liga Báltica dispõem também de uma Copa da Liga, competição esta criada em 2008.

## Equipes Atuais
Estas são as equipes que participam na temporada 2017-18 temporada:

## Campeões da Liga Báltica

### Campeões Da Divisão De Elite
| Temporada | Campeão         | Finalista          | Ida   | Volta  | Sede                 |
| --------- | --------------- | ------------------ | ----- | ------ | -------------------- |
| 2004–05   | Žalgiris Kaunas | Lietuvos rytas     | 64–60 | –      | Vilnius              |
| 2005–06   | Lietuvos rytas  | Žalgiris Kaunas    | 86–74 | –      | Tallinn              |
| 2006–07   | Lietuvos rytas  | Žalgiris Kaunas    | 81–77 | –      | Rīga                 |
| 2007–08   | Žalgiris Kaunas | Lietuvos rytas     | 86–84 | –      | Šiauliai             |
| 2008–09   | Lietuvos rytas  | Žalgiris Kaunas    | 97–74 | –      | Tartu                |
| 2009–10   | Žalgiris Kaunas | Lietuvos rytas     | 73–66 | –      | Vilnius              |
| 2010–11   | Žalgiris Kaunas | VEF Rīga           | 75–67 | –      | Kaunas               |
| 2011–12   | Žalgiris Kaunas | Lietuvos rytas     | 74–70 | –      | Šiauliai             |
| 2012–13   | Ventspils       | Prienai            | 91–69 | 70–73  | Prienai & Ventspils  |
| 2013–14   | Šiauliai        | Prienai            | 62–57 | 78–66  | Prienai & Šiauliai   |
| 2014–15   | Šiauliai        | Ventspils          | 68–70 | 88–80  | Ventspils & Šiauliai |
| 2015–16   | Šiauliai        | Tartu Ülikool/Rock | 74–81 | 102–76 | Tartu & Šiauliai     |
| 2016-17   | Vytautas        | Pieno žvaigždės    | 85-88 | 89-74  | Prienai e Pasvalys   |
| 2017-18   | Pieno žvaigždės | Jūrmala            | 98–80 | 76-68  | Tartu & Šiauliai     |

### Campeões da Challenge Cup
| Temporada | Campeão             | Finalista      | Ida   | Volta  | Sede                 |
| --------- | ------------------- | -------------- | ----- | ------ | -------------------- |
| 2007–08   | Nevėžis             | VEF Rīga       | 81–68 | –      | Rīga                 |
| 2008–09   | Sakalai             | VEF Rīga       | 84–77 | –      | Utena                |
| 2009–10   | Norrköping Dolphins | Rūdupis        | 77–87 | 107–72 | Prienai & Norrköping |
| 2010–11   | Juventus            | KK Kaunas      | 87–81 | 89–72  | Kaunas & Utena       |
| 2011–12   | Lietkabelis         | Rakvere Tarvas | 89–74 | 71–82  | Rakvere & Panevėžys  |

### Campeões da Copa BBL
| Temporada | Campeões           | Finalista          | Resultado | Host City |
| --------- | ------------------ | ------------------ | --------- | --------- |
| 2008      | Lietuvos rytas     | Barons/LMT         | 80–78     | Rīga      |
| 2009      | Žalgiris Kaunas    | Lietuvos rytas     | 83–78     | Kaunas    |
| 2010      | Tartu Ülikool/Rock | Lietuvos rytas     | 61–57     | Tartu     |
| 2011      | VEF Rīga           | Tartu Ülikool      | 95–69     | Tartu     |
| 2012      | Rakvere Tarvas     | Liepāja/Triobet    | 80–71     | Rakvere   |
| 2013      | Nevėžis            | Tartu Ülikool/Rock | 82–64     | Kėdainiai |
| 2014      | Liepāja/Triobet    | Tartu Ülikool/Rock | 74–61     | Liepāja   |

## Prêmios da Liga Báltica
| Temporada | Jogador             | Equipe          |
| --------- | ------------------- | --------------- |
| 2004–05   | Tanoka Beard        | Žalgiris Kaunas |
| 2005–06   | Darjuš Lavrinovič   | Žalgiris Kaunas |
| 2006–07   | Travis Reed         | Kalev/Cramo     |
| 2007–08   | Vladimir Štimac     | Valmiera        |
| 2008–09   | Paulius Jankūnas    | Žalgiris Kaunas |
| 2009–10   | Alex Renfroe        | VEF Rīga        |
| 2010–11   | Artsiom Parakhouski | VEF Rīga        |
| 2011–12   | Valdas Vasylius     | Šiauliai        |
| 2012–13   | Gediminas Orelik    | Prienai         |
| 2013–14   | Travis Leslie       | Šiauliai        |

| Season  | Player               | Team            |
| ------- | -------------------- | --------------- |
| 2004–05 | Tanoka Beard         | Žalgiris Kaunas |
| 2005–06 | Fred House           | Lietuvos rytas  |
| 2006–07 | Kareem Rush          | Lietuvos rytas  |
| 2007–08 | DeJuan Collins       | Žalgiris Kaunas |
| 2008–09 | Chuck Eidson         | Lietuvos rytas  |
| 2009–10 | Marcus Brown         | Žalgiris Kaunas |
| 2010–11 | Tadas Klimavičius    | Žalgiris Kaunas |
| 2011–12 | Mantas Kalnietis     | Žalgiris Kaunas |
| 2012–13 | Jānis Timma          | Ventspils       |
| 2013–14 | Travis Leslie        | Šiauliai        |
| 2014–15 | Gintaras Leonavičius | Šiauliai        |
| 2015–16 | Rokas Giedraitis     | Šiauliai        |

## Líderes em Estatísticas
Estatísticas incluem jogos da temporada regular e play-offs

### Pontos Por Jogo
| - 2004–05 Jason Coleman (Liepaja): 25.00 (in 14 games) - 2005–06 Akselis Vairogs (Valmiera): 20.90 (in 31 games) - 2006–07 Travis Reed (Kalev/Cramo): 19.93 (in 29 games) - 2007–08 Travis Reed (Kalev/Cramo): 17.39 (in 18 games) - 2008–09 Ingus Bankevics (Valmiera): 19.61 (in 18 games) - 2009–10 - Josh Akognon (Kalev/Cramo): 19.53 (in 15 games) - 2010–11 Bambale Osby (TTÜ/Kalev): 18.64 (in 22 games) - 2011–12 Denzel Bowles (Šiauliai): 19.33 (in 12 games) - 2012–13 Reimo Tamm (Rakvere Tarvas): 18.06 (in 18 games) - 2013–14 Jānis Kaufmanis (Valmiera): 19.50 (in 14 games) - 2014–15 Brandis Raley-Ross (Rakvere Tarvas): 21.18 (in 11 games) - 2015–16 Andrew Warren (Pärnu Sadam): 25.57 (in 7 games) |

### Rebotes Por Jogo
| - 2004–05 Duke Freeman-McKamey (Panevėžys): 13.22 (in 9 games) - 2005–06 Darjuš Lavrinovič (Žalgiris): 9.87 (in 31 games) - 2006–07 A. J. Bramlett (ASK Rīga): 8.38 (in 21 games) - 2007–08 Vladimir Štimac (Valmiera): 10.95 (in 20 games) - 2008–09 Tanoka Beard (Tartu Ülikool/Rock): 9.26 (in 23 games) - 2009–10 Alex Renfroe (VEF Rīga): 7.24 (in 21 games) - 2010–11 Bambale Osby (TTÜ/Kalev): 11.95 (in 22 games) - 2011–12 David James McClure (Kedainiai/Triobet): 9.28 (in 18 games) - 2012–13 Tyler Cain (Barons kvartāls): 11.43 (in 14 games) - 2013–14 Joakim Kjellbom (Norrköping Dolphins): 9.69 (in 16 games) - 2014–15 Ronaldas Rutkauskas (KK Pärnu): 10.44 (in 9 games) - 2015–16 Stephan Zack (Liepaja/Triobet): 11.00 (in 12 games) |

### Assistências Por Jogo
| - 2004–05 Raimonds Gabrāns (Bumerangs/Gulbene/ASK): 6.38 (in 16 games) - 2005–06 Raimonds Gabrāns (Bumerangs/Gulbene/ASK): 5.19 (in 32 games) - 2006–07 Tomas Gaidamavičius (Panevėžys): 4.58 (in 24 games) - 2007–08 Curtis Nash (Valmiera): 4.18 (in 11 games) - 2008–09 Giorgi Tsintsadze (Tartu Ülikool/Rock): 5.09 (in 23 games) - 2009–10 Charron Fisher (Kalev/Cramo): 8.79 (in 14 games) - 2010–11 Evaldas Dainys (Rūdupis): 5.25 (in 16 games) - 2011–12 Rashaun Broadus (Šiauliai): 4.39 (in 23 games) - 2012–13 Augustas Pečiukevičius (KK Pärnu): 5.71 (in 14 games) - 2013–14 Rinalds Sirsniņš (Jēkabpils): 4.83 (in 12 games) - 2014–15 Nikos Gikas (Ventspils): 5.88 (in 8 games) - 2015–16 Rait-Riivo Laane (TTÜ KK): 6.58 (in 12 games) |